# Dominique Lecrocq
Dominique Lecrocq (Reims, 7 de juliol de 1963 - Lilla, 25 d'abril de 2014) va ser un ciclista francès, que fou professional entre 1984 i 1987.

## Palmarès en pista
- 1985
  -  Campió de França en Puntuació

## Palmarès en ruta
- 1985
  - Vencedor d'una etapa al Tour d'Armòrica
- 1986
  - 1r a la París-Bourges i vencedor d'una etapa
  - 1r al Gran Premi de Mauléon-Moulins